# Morozovîci, Ivanîci
Morozovîci (în ucraineană Морозовичі) este localitatea de reședință a comunei Morozovîci din raionul Ivanîci, regiunea Volînia, Ucraina.

## Demografie
Componența lingvistică a localității Morozovîci
     Ucraineană (98,6%)
     Rusă (1,29%)
     Alte limbi (0,11%)
Conform recensământului din 2001, majoritatea populației localității Morozovîci era vorbitoare de ucraineană (98,6%), existând în minoritate și vorbitori de rusă (1,29%).